# Harold Stone
Harold Stone est le nom d'un mégalithe situé dans l'île de Skomer, dans le Pembrokeshire, au Pays de Galles.

## Situation
La pierre se dresse au bord d'un chemin situé dans l'est de l'île, au large du village de Marloes.

## Description
Il s'agit d'un monolithe mesurant 1,70 m de hauteur pour 80 cm de largeur et 50 cm d'épaisseur.
C'est l'une des nombreuses pierres du sud-ouest du Pays de Galles portant le nom de Harold('s) Stone, c'est-à-dire « Pierre (d')Harold » ; selon l'historien Gérald de Galles, ces pierres furent érigées par le comte de Wessex Harold Godwinson pour commémorer sa victoire sur le roi gallois Gruffydd ap Llywelyn en 1063.